# Negovanovți, Vidin
Negovanovți (în bulgară Неговановци, în română Negovaniț) este un sat în comuna Novo Selo, regiunea Vidin, Bulgaria. Localitatea a fost locuită compact de românii din Timocul bulgăresc.

## Demografie
Componența etnică a satului Negovanovți
     Bulgari (96,65%)
     Nicio identificare (2,17%)
     Altele (1,17%)
La recensământul din 2011, populația satului Negovanovți era de 598 locuitori. Din punct de vedere etnic, majoritatea locuitorilor (96,65%) erau bulgari. Pentru 2,17% din locuitori nu este cunoscută apartenența etnică.